# Synode de Hippo Regius

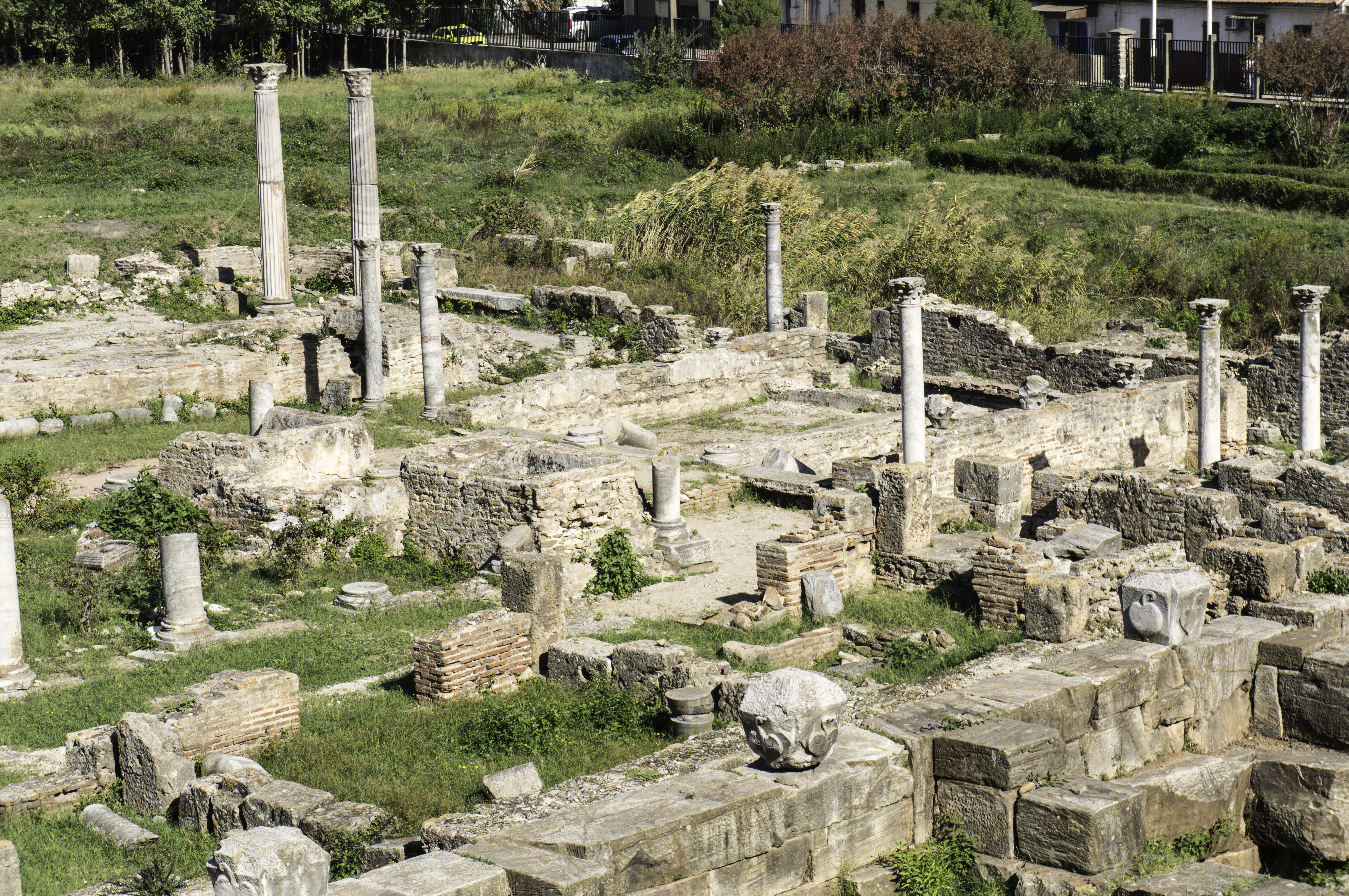
Ruines de la ville de Hippo Regius.

Le Synode de Hippo Regius, fait référence au synode de 393, qui s'est tenu à Hippo Regius en Afrique du Nord durant les débuts du christianisme primitif. D'autres synodes y ont eu lieu en 394, 397, 401 et 426, certains ayant été assistés par Saint Augustin.
Le synode de 393 est surtout connu pour deux décisions majeures. Tout d'abord, pour la première fois, un concile d'évêques a dressé et approuvé un canon biblique chrétien correspondant au canon moderne de l'Église catholique, bien qu'il diffère légèrement du canon biblique de l'Église orthodoxe orientale. La liste canonique approuvée à Hippone incluait des livres que les catholiques classent aujourd'hui parmi les livres deutérocanoniques et que les protestants considèrent comme des apocryphes bibliques. Cette liste a ensuite été approuvée lors du Concile de Carthage (397), en attente de ratification par « l'Église d'outre-mer », c'est-à-dire le Saint-Siège. Des conciles antérieurs avaient déjà approuvé des canons similaires, bien que légèrement différents.
Le synode a également réaffirmé l'origine apostolique de l'exigence de la célibat sacerdotal et l'a réimposée comme une obligation pour tous les ordonnés. De plus, il a décrété que tous les membres du foyer d'un candidat au sacerdoce devaient être chrétiens avant que celui-ci puisse être ordonné,. Le synode a également clarifié les règles de succession cléricale, ainsi que certaines considérations liturgiques.

## Écritures canoniques
Les écritures canoniques sont répertoriées dans le Canon XXIV comme suit :

« Genèse, Exode, Lévitique, Nombres, Deutéronome, Josué fils de Nun, Les Juges, Ruth, Rois (quatre livres: 1 Samuel, 2 Samuel, 1 Rois, 2 Rois), Les Chroniques (deux livres), Job, les Psaumes, cinq livres de Salomon (Proverbes, Ecclésiaste, Cantique des Cantiques, Sagesse de Salomon et Ecclésiastique), les Douze livres des Prophètes (Osée, Joël, Amos, Abdias, Jonas, Michée, Nahum, Habacuc, Sophonie, Aggée, Zacharie, Malachie), Isaïe, Jérémie, Ézéchiel, Daniel, Tobie, Judith, Esther, Esdras (deux livres), Macchabées (deux livres). »

Du nouveau testament :

« Les Évangiles (quatre livres), Actes des Apôtres (un livre), Épîtres de Paul (quatorze), Épîtres de Pierre, l'Apôtre (deux), Épîtres de Jean, l'Apôtre (trois), Épître de Jacques, l'Apôtre (une), Épître de Jude, l'Apôtre (une), Apocalypse de Jean (une). »

Les « cinq livres de Salomon », selon Saint Augustin, étaient Proverbes, Ecclésiaste, Cantique des Cantiques, Sagesse de Salomon et Ecclésiastique.
Dans son texte De doctrina christiana (en), Augustin explique la relation entre les deux livres d'Ezra/Esdras et leur séparation avec les Chroniques (en partie incluses dans le Septante de l'Esdras 1) : « ... et les deux d'Esdras, qui ressemblent davantage à une suite de l'histoire continue et régulière qui se termine avec les livres des Rois et des Chroniques ».